# ㅈ
Cette page contient des caractères spéciaux ou non latins. S’ils s’affichent mal (▯, ?, etc.), consultez la page d’aide Unicode.

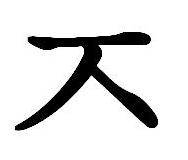
Représentation manuscrite du jamo

ㅈ est un jamo du hangeul, l'alphabet utilisé pour transcrire le coréen.

## Représentation informatique
- Unicode :
  - ㅈ : U+3148[1]
  - ᄌ : U+110C
  - ᆽ : U+11BD